# I'm Not There
I'm Not There il titolo di una canzone e di un doppio album musicale registrato in studio e prodotto per la Columbia Records dal regista del film biopic Io non sono qui, Todd Haynes, e da Randall Poster con Jim Dunbar.
È stato distribuito da Sony Music a fine ottobre 2007, quindi circa un mese dopo l'uscita del film nelle sale, quale colonna sonora originale.
L'album raccoglie in due CD versioni cover di trentatré brani (di cui uno eseguito in doppia versione) scritti o interpretati originariamente da Bob Dylan, qui eseguiti da una trentina di popolari artisti, fra cui il gruppo musicale The Million Dollar Bashers appositamente costituito per la circostanza.

## Il supergruppo
The Million Dollar Bashers è una sorta di supergruppo che prende il nome dal titolo di una canzone di Dylan - The Million Dollar Bash appunto - inclusa nelle registrazioni dei Basement Tapes. È stato formato appositamente per l'esecuzione di alcune canzoni da inserire nel disco I'm Not There e comprende Lee Ranaldo e Steve Shelley dei Sonic Youth, il chitarrista Nels Cline degli Wilco, il chitarrista Tom Verlaine, il bassista che accompagna abitualmente Dylan, Tony Garnier, il chitarrista Smokey Hormel e il tastierista John Medeski.
Il titolo del disco doppio - e del film - riprende quello di un'omonima canzone di Dylan incisa su nastro (probabilmente live in un'unica esecuzione) come traccia aggiuntiva (outtake, secondo la terminologia specialistica delle sale di incisione) durante le sessioni di registrazione, avvenute in diverse settimane nella seconda metà degli anni sessanta nello studio di registrazione posto nella cantina della villa del cantante a Woodstock (New York).

## I'm Not There
Il brano I'm Not There non venne incluso nell'album ufficiale della CBS-Columbia ed era conosciuto solo attraverso la versione fornita dal bootleg The Genuine Basement Tapes (masterizzato negli anni duemila su supporto digitale come parte del più completo lavoro A Tree With Roots).
Per questi motivi, oltre che per il valore artistico intrinseco del brano, questa canzone è considerata dalla critica musicale come uno dei più famosi casi di registrazioni precedentemente non utilizzate - e quindi non distribuite ufficialmente in disco - concernenti l'intera carriera pluridecennale di Bob Dylan.
Nel doppio disco che serve da colonna sonora al film di Todd Haynes - Io non sono qui - il brano è stato inserito come seconda traccia del disco 1 - nella versione dei Sonic Youth - e come traccia di chiusura del disco 2, nella versione di Dylan accompagnato da The Band.
Non si sa con certezza quando questa canzone fu composta da Dylan anche se è possibile presumere che venne scritta intorno al periodo in cui vennero registrati i Basement tapes.
La rivista online Rolling Stone, sempre piuttosto critica verso il menestrello di Duluth, anche in questa circostanza - pur assegnando un rating piuttosto elevato al disco - non è stata benevola nella sua prima recensione dell'operazione "I'm Not There", scrivendo in sostanza che il brano e il doppio album nel suo complesso non aggiungono molto a quanto già si sapeva attorno a Dylan e che è il caso di parlare al massimo di "una buona serata al Big Pink Karaoke".
Più pacata la critica dedicata al disco dal sito web Variety, secondo il quale le due diverse versioni della canzone - quella originale di Dylan anni sessanta e quella del 2007 dei Sonic Youth non differiscono molto, rivelando entrambe l'esprit di un suono dark, plumbeo, ambiguo. In realtà - secondo l'articolista - l'autore (Dylan) sembra aver voluto indossare come una maschera per nascondere una sorta di scoramento e disillusione. A tal proposito viene citato il critico musicale Greil Marcus che, a proposito del brano, dichiarò in passato che questa specifica canzone ha il sapore di un trance, quasi un sogno vaporoso, con parole che flottano insieme in una sorta di "dislessia che è la musica stessa".
Va aggiunto che questo spirito dark affiora non solo in questa traccia del doppio album ma anche in molte altre, come ad esempio nella versione resa da Tom Verlaine per Cold Irons Bound (Time Out of Mind, 1997), o in quella di Mark Lanegan per Man in the Long Black Coat, apparsa nell'album Oh Mercy, 1989.
L'intera collezione di canzoni del doppio album ruota quindi (filologicamente, si direbbe) attorno al fil rouge di I'm Not There ripercorrendo di fatto quasi per intero, a differenza delle sequenze del film di Haynes che si limitano ai primi anni di carriera di Dylan, l'intero percorso artistico di Dylan, con la ripresa di brani composti fino agli anni novanta.

## Gli artisti
Nello stesso giorno in cui è approdato nei negozi di dischi, l'album è stato reso disponibile per un download digitale su iTunes Store.
La composizione del cast musicale impegnato a dare vita al doppio album - tenuta a lungo rigorosamente nascosta - è stata anticipata il 13 agosto 2007 dal magazine Billboard. Ugualmente la lista delle tracce è stata resa nota solo un paio di settimane prima della distribuzione del disco attraverso il sito web di Amazon.com e quello della stessa casa discografica.
Fra i gruppi e i solisti impiegati per l'esecuzione dei brani del doppio album figurano, fra gli altri, Eddie Vedder, Calexico, Willie Nelson, Richie Havens, Cat Power e Sufjan Stevens. La celebre Just Like A Woman è eseguita con fievole voce (ma in un arrangiamento particolarmente aderente alla versione originale contenuta in Blonde on Blonde, del 1966) dall'attrice Charlotte Gainsbourg.
L'ex-The Byrds Roger "Jim" McGuinn, insieme ai Calexico, si riserva invece una particolare versione di One More Cup Of Coffee, da lui peraltro spesse volte eseguita in concerto a metà anni settanta durante il tour della Rolling Thunder Revue che supportava il lancio dell'album Desire.
Una versione in perfetto stile folk di un classico della cultura popolare statunitense (ma forse di origine irlandese), Moonshiner, è qui eseguita con delicato ardore da Bob Forrest che ricalca solo parzialmente la versione in stile blues fornita da un giovane Bob Dylan e contenuta originariamente nel bootleg con le incisioni effettuate al Gaslight nei primissimi anni sessanta.

## Tracce

### Disco 1
|    | Brano                                               | Artista                                      | Album originale Note                                              |
| -- | --------------------------------------------------- | -------------------------------------------- | ----------------------------------------------------------------- |
| 1  | All Along the Watchtower                            | Eddie Vedder & The Million Dollar Bashers    | John Wesley Harding (1967)                                        |
| 2  | I'm Not There                                       | Sonic Youth                                  | Precedentemente pubblicato nel bootleg The Genuine Basement Tapes |
| 3  | Goin' To Acapulco                                   | Jim James & Calexico                         | The Basement Tapes (1975)                                         |
| 4  | Tombstone Blues                                     | Richie Havens                                | Highway 61 Revisited (1965)                                       |
| 5  | Ballad of a Thin Man                                | Stephen Malkmus & The Million Dollar Bashers | Highway 61 Revisited (1965)                                       |
| 6  | Stuck Inside of Mobile With the Memphis Blues Again | Cat Power                                    | Blonde on Blonde (1966)                                           |
| 7  | Pressing on                                         | John Doe                                     | Saved (1980)                                                      |
| 8  | Fourth Time Around                                  | Yo La Tengo                                  | Blonde on Blonde (1966)                                           |
| 9  | Dark Eyes                                           | Iron & Wine & Calexico                       | Empire Burlesque (1985)                                           |
| 10 | Highway 61 Revisited                                | Karen O & the Million Dollar Bashers         | Highway 61 Revisited (1965)                                       |
| 11 | One More Cup of Coffee                              | Roger McGuinn & Calexico                     | Desire (1976)                                                     |
| 12 | The Lonesome Death of Hattie Carroll                | Mason Jennings                               | The Times They Are A-Changin' (1964)                              |
| 13 | Billy 1                                             | Los Lobos                                    | Pat Garrett and Billy the Kid (1973)                              |
| 14 | Simple Twist of Fate                                | Jeff Tweedy                                  | Blood on the Tracks (1975)                                        |
| 15 | Man in the Long Black Coat                          | Mark Lanegan                                 | Oh Mercy (1989                                                    |
| 16 | Senor (Tales of Yankee Power)                       | Willie Nelson & Calexico                     | Street Legal (1978)                                               |

### Disco 2
|    | Brano                                                                       | Artista                                      | Album originale Note |
| -- | --------------------------------------------------------------------------- | -------------------------------------------- | --- |
| 1  | As I Went Out one Morning                                                   | Mira Billotte                                | John Wesley Harding (1967)                                                                                                   |
| 2  | Can't Leave Her Behind                                                      | Stephen Malkmus & The Million Dollar Bashers | Brano incompleto. Registrato su nastro e in video nel maggio 1966 in una stanza di hotel durante la tournée nel Regno Unito. |
| 3  | Ring Them Bells                                                             | Sufjan Stevens                               | Oh Mercy (1989) |
| 4  | Just Like a Woman                                                           | Charlotte Gainsbourg & Calexico              | Blonde on Blonde (1966) |
| 5  | Mama, You've Been on My Mind / A Fraction of Last Thoughts on Woody Guthrie | Jack Johnson                                 | I due brani sono stati pubblicati separatamente su The Bootleg Series Volumes 1-3 (1991)                                     |
| 6  | I Wanna Be Your Lover                                                       | Yo La Tengo                                  | Biograph (1985) |
| 7  | You Ain't Goin' Nowhere                                                     | Glen Hansard & Markéta Irglová               | Bob Dylan's Greatest Hits - Vol. 2 (1971); poi in The Basement Tapes (1975)                                                  |
| 8  | Can You Please Crawl Out Your Window?                                       | The Hold Steady                              | Biograph (1985) |
| 9  | Just Like Tom Thumb's Blues                                                 | Ramblin' Jack Elliott                        | Highway 61 Revisited (1965)                                                                                                  |
| 10 | The Wicked Messenger                                                        | The Black Keys                               | John Wesley Harding (1967)                                                                                                   |
| 11 | Cold Irons Bound                                                            | Tom Verlaine & the Millions Dollar Bashers   | Time Out of Mind (1997) |
| 12 | The Times They Are a Changin'                                               | Mason Jennings                               | The Times They Are A-Changin' (1964)                                                                                         |
| 13 | Maggie's Farm                                                               | Stephen Malkmus & The Million Dollar Bashers | Bringing It All Back Home (1965)                                                                                             |
| 14 | When the Ship Comes In                                                      | Marcus Carl Franklin                         | The Times They Are A-Changin' (1964)                                                                                         |
| 15 | Moonshiner                                                                  | Bob Forrest                                  | Traditional |
| 16 | I Dreamed I Saw St. Augustine                                               | John Doe                                     | John Wesley Harding (1967)                                                                                                   |
| 17 | Knockin' on Heaven's Door                                                   | Antony & The Johnsons                        | Pat Garret and Billy The Kid (1973)                                                                                          |
| 18 | I'm Not There                                                               | Bob Dylan & The Band                         | Precedentemente pubblicato nel bootleg The Genuine Basement Tapes                                                            |